# مردانی از بهشت
مردانی از بهشت (به ژاپنی: 天国から来た男たち) (به انگلیسی: The Guys from Paradise) فیلمی ژاپنی در ژانر جنایی و درام به کارگردانی تاکاشی میکه است که در سال ۲۰۰۱ منتشر شد. این فیلم اقتباسی از رمان یوجی هایاشی است. از بازیگران آن می‌توان به کنیچی اندو، نائوتو تاکناکا، تسوتومو کامازاکی، نن اوتسوکا و کنجی میزوهاشی اشاره کرد.